# Molino Koba-Errota
El molino de Koba-Errota, también conocido por Ozollo Errota o Portu Errota, se sitúa en la margen izquierda de la Ría de Guernica, en el barrio de Ozollo de Arteaga (Vizcaya, España). En la actualidad es una edificación situada en el borde mismo de la ría, con un enorme depósito detrás para retener las aguas de inundación y las aportadas por un pequeño arroyo que desciende desde Elejalde de Gautegiz. Con fecha 13 de mayo de 1999, se le declaró Bien Cultural con la categoría de monumento de bienes de interés cultural de la comunidad autónoma del País Vasco. 

## Descripción
El edificio se sitúa sobre las mismas anteparas o compuertas de salida del agua con sus elementos metálicos de cierre y en su interior, en planta baja, se conserva el único par de piedras, de los tres originales con que contó este molino de rueda horizontal, con guardapolvos, tolva y pescante. El resto de piedras de moler y las turbinas de piedra tallada también se conservan en el molino, fuera de su ubicación original ya que fueron desmontadas en los años posteriores a la guerra civil española.
Según la documentación con que cuenta la propiedad, este molino se construyó en 1683 por orden de los señores de la Casa Fuerte de Arteaga en terrenos de esta propiedad y se estableció una relación de alquiler con los molineros, existe constancia de las transmisiones posteriores que ha tenido esta propiedad. Se le dio el nombre de Koba-Errota debido a que se nutre, junto con el flujo de las mareas, del agua procedente de un manantial de agua dulce que surge desde Elejalde de Gautegiz a través de una cueva. 
Los cimientos del edificio del molino están realizados con mampostería y sirven de muro de contención de las aguas del embalse, necesarias para su funcionamiento. El muro de contención, que se prolonga en su estribo derecho unos cincuenta metros, está construido de mampostería protegida con tierra.

### Funcionamiento
La regulación de alturas del agua dentro de la presa se realiza mediante tres compuertas situadas bajo el molino, que se accionan desde el mismo, así como una cuarta compuerta que permite la entrada del agua de mar con la subida de la marea y que impide la salida.
En el muro de mampostería, estribo derecho, se localiza una compuerta que funciona como aliviadero del embalse.
El funcionamiento del molino se produce por el paso de aguas embalsadas. Estas aguas proceden de dos fuentes distintas que son:
- Aguas dulces procedentes del manantial de Koba, que son encauzadas totalmente y de modo artificial hasta el molino.
- Aguas de mar, procedentes de la marea, en las mareas vivas las aguas marinas sobrepasan la cota de salida del citado manantial, situado en la cola del embalse.

Con esta agua y mediante el debido accionamiento de las compuertas se llega a conseguir la máxima capacidad del embalse.
La longitud total del canal supera los 1000 m de longitud en su eje. La zona correspondiente al embalse ocupa unos terrenos de marismas y el canal que une el manantial de Koba con el edificio del molino fue realizado aprovechando las diversas entradas de agua entre los juncales y herbales, mediante las necesarias obras artificiales que embalsan y a la vez encauzan las aguas para el aprovechamiento y funcionamiento del molino.
Estas obras artificiales fueron realizadas con los medios rudimentarios disponibles en su época, ejecutando un canal a base de cajeros de tierra. Estos cajeros están más elevados que los terrenos colindantes de modo que la presa siempre pueda almacenar una cantidad fija de agua independientemente del nivel de la marea. Existe un sistema de desagües de los terrenos superiores a la presa, que pasan por debajo de esta, a base de tubos y compuertas (originalmente hechos con piezas de madera), que impiden el acceso del agua marina a esto terrenos.
A pesar de haberse aprovechado los canales existentes para realizar la presa, existen unos desvíos claramente artificiales sin los cuales tanto las aguas dulces como las saladas se perderían por la marisma. Dentro de la cueva del manantial existe una canalización realizada con grandes lajas de piedra que constituye el inicio de la canalización del agua de la presa hasta el molino.

### Maquinaria
La maquinaria del molino corresponde con un molino de rodete horizontal, estando formada por las siguientes piezas:
- Rueda de molino superior; es la rueda de piedra que gira impulsada por el eje al que se une por medio de un enganche situado en el centro de la misma.
- Rueda de molino inferior; es la rueda de piedra que está fija, está tallada por la parte superior con canales para la evacuación de la harina.
- Eje; de madera maciza y hierro forjado, transmite la fuerza motriz desde la turbina hasta la rueda molar superior. El hierro se introduce en el eje de madera de forma longitudinal por el centro del mismo mediante presión, estando sujeto por un aro de hierro. En la parte inferior del eje se sitúa la turbina que está suspendida sobre el agua a través del eje.
- Turbina; en este caso es una piedra arenisca tallada de una única pieza, su función es aprovechar la fuerza hidráulica y transformarla en motriz. El agujero central donde se une con el eje es de forma cuadrada, esta unión se fija mediante cuñas metálicas o de madera.
- Freno; tornillo sin fin activado desde la planta superior del molino, su función es variar la distancia relativa entre las dos piedras del molino para cambiar la calidad de la molienda, así como acelerar o frenar definitivamente la turbina.
- Grúa; brazo giratorio de madera con ganchos metálicos que permiten desmontar el molino, moviendo la piedra superior.
- Tolva; depósito para el grano que se pretende moler.
- Dosificador; proporciona los granos precisos para el adecuado funcionamiento del molino.
- Brazo del dosificador; remueve los granos que se encuentran en el dosificador para que caigan al molino, está accionado por el giro de la piedra superior del molino, lo que hace que el ritmo de dosificación sea adecuado con el ritmo de giro.
- Tapa del molino; formada por la tapa inferior, encajonamiento fijo de la piedra inferior y el guardapolvos superior, siendo este removible.
- Tamiz; tamiza la harina una vez molida.
- Makila; cajón de madera donde se recoge la cantidad de harina que equivale al servicio prestado por el molinero.

### Edificio
El edificio del molino Koba-errota es una construcción humilde de estructura de madera en pisos y cubierta y muros de carga perimetrales. Está organizado en dos plantas y sótano (estolda y turbinas). En la planta baja es donde se coloca la maquinaria del molino que aún perdura. Antiguamente hasta los años cuarenta, existieron otras dos ruedas de molino situadas en la misma estancia que la actual. En esta planta se sitúa la cocina original consistente en un fuego bajo, al fondo de esta estancia común se situaba la cuadra de los animales. La planta superior está destinada a habitaciones de vivienda.
Exteriormente se ha añadido un pórtico perimetral de madera, que cubre el acceso del edificio, igualmente se han construido unos rellenos artificiales junto a las estoldas de modo que el edificio ha ganado un pequeño terreno respecto de la Ría, entre estos rellenos se ha construido una pasarela de hormigón adosada al edificio que se apoya sobre un pilar de hormigón colocado entre los arcos de las estoldas.